# Martin Parr
Martin Parr (Epson, Surrey, 1952) és un fotògraf documentalista i fotoperiodista anglès, conegut pels seus projectes fotogràfics que fan una mirada íntima, satírica i antropològica dels aspectes de la vida moderna, en particular documentant les classes socials d'Anglaterra, i més àmpliament l'opulència del món occidental.
Membre de la prestigiosa agència Magnum des del 1994, és en l'actualitat un dels fotògrafs més reconeguts en l'escena internacional, com testimonien els importants premis que ha rebut el seu treball (un dels més recents, PhotoEspaña 2008).
És exhibit en els grans centres del circuit internacional: de juliol a setembre de 2009 es va presentar l'exposició Planète Parr al la Galerie nationale du Jeu de Paume de París, i al març de 2011 tenia dues exposicions simultànies, Parrworld al Gateshead Baltic Center of Contemporary Art i Parrbooks a la Rocket Gallery de Londres. L'any següent el CCCB de Barcelona va inaugurar Souvenir. Martin Parr, fotografia i col·leccionisme. El 2002 el Barbican Centre de Londres va exhibir-hi una retrospectiva seva.